# ميشيل سورا
ميشيل سورا (بالفرنسية: Michel Seurat)‏ باحث وعالم اجتماع فرنسي، وباحث في المركز الوطني للبحث العلمي، ولد في 14 أغسطس 1947 في تونس وتوفي في بيروت في عام 1986 بعد مرض تفاقم بسبب اختطافه وعزله من قبل الجهاد الإسلامي.

## سيرته
ولد في تونس العام 1947 وعاد مع عائلته إلى فرنسا بعد أحداث بنزرت عام 1961، والتحق بجامعة ليون الفرنسية ثم حطّ رحاله في بيروت. تنقّل بعد ذلك بين بيروت ودمشق وباريس حيث تعرّف أكثر على المشهد السوري العام والاجتماعي، وتناوله لاحقاً بطريقة علمية تحليلية في كتاباته. رجع إلى بيروت العام 1980 ضمن مشروع علمي فرنسي، وبقي فيها ورفض مغادرة «بيروت الغربية» إبّان الاحتلال الإسرائيلي العام 1982. في 22 آذار/مارس 1985 تم خطف ميشال سورا خارج مطار بيروت بعد عودته من باريس برفقة جان ميشال كوفمان. بلغ عدد المخطوفين الفرنسيين آنذاك خلال الحرب اللبنانية أكثرمن خمسة رهائن – سورا الوحيد الذي توفي نتيجة لتفاقم مرضه – وكان الخاطف واحد، منظمة الجهاد الإسلامي. في 5 آذار/مارس 1986، أعلنت الجهة الخاطفة وفاة الرهينة «الجاسوس» ميشيل سورا… ولم يتم الكشف عن جثمانه حتى تشرين الأول/أكتوبر 2005 وتم تسليم الرفات إلى الدولة الفرنسية في آذار/مارس 2006 أي بعد أكثر من ستة أشهر على الكشف على الجثة!